# Marcos 10

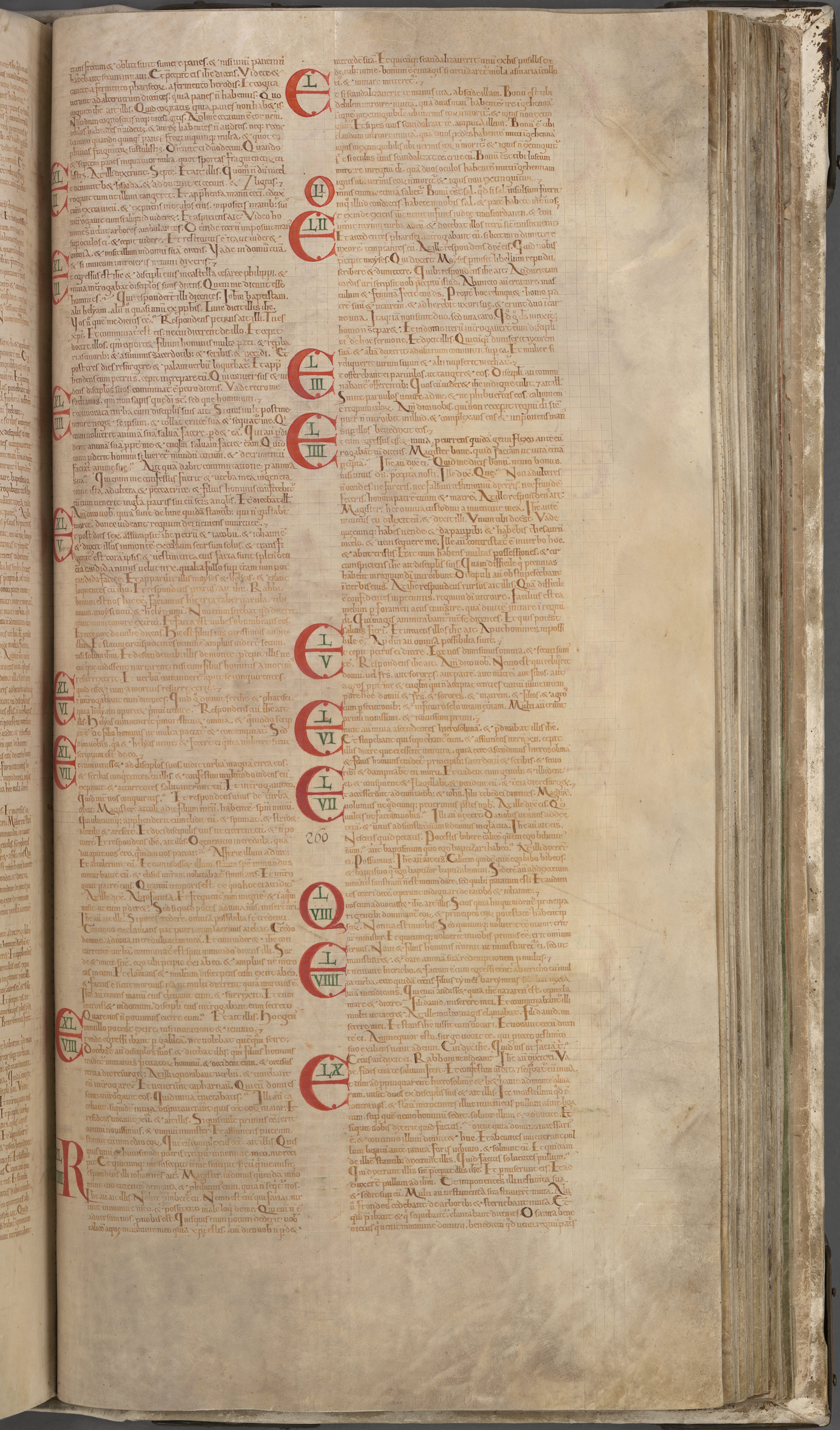
Texto latino de Marcos 8:13-11:10 en el Codex Gigas

Marcos 10 es el décimo capítulo del Evangelio de Marcos del Nuevo Testamento de la Biblia cristiana. Presenta nuevas enseñanzas de Jesús a medida que avanza su viaje hacia Jerusalén.

## Texto
El texto original fue escrito en griego koiné. Este capítulo está dividido en 52 Versículos.

### Testigos textuales
Algunos manuscritos antiguos que contienen el texto de este capítulo son:
- Codex Vaticanus (325-350; completo)
- Codex Sinaiticus (330-360; completo)
- Codex Bezae (~400; completo)
- Codex Alexandrinus (400-440; completo)
- Codex Ephraemi Rescriptus (~450; completo)

## Localización
Al comienzo del capítulo, Jesús y sus discípulos abandonan Galilea y viajan a Perea, «la región de Judea al otro lado del Jordán».  Viajan hacia el sur para cruzar de nuevo el Jordán y entrar en Jericó mientras Jesús se dirige hacia Jerusalén. En el Evangelio de Marcos no se menciona Samaria ni a los samaritanos, pero en este capítulo se esboza una ruta que seguían los viajeros desde Galilea a Jerusalén evitando Samaria.

## Divorcio
Tras cruzar el Jordán, Jesús enseña a la multitud reunida a su manera habitual, respondiendo a una pregunta de los fariseos sobre el divorcio. C. M. Tuckett sugiere que Marcos 8:34-10:45 constituye una amplia sección del Evangelio que trata del  discipulado cristiano y que esta perícopa sobre el divorcio (versículos 1-12) «no está fuera de lugar» dentro de ella, aunque señala que algunos otros comentaristas han tratado Marcos 10:1-31 como «un pequeño código doméstico preformado sobre los temas del matrimonio, los hijos y las posesiones».
Los fariseos preguntan a Jesús si es lícito el divorcio; Marcos comenta (en el Versículo 2) que se lo preguntan para ponerle a prueba (o para engañarle o tenderle una trampa). La Biblia Amplificada sugiere que su intención era «engañarle para que dijera algo erróneo». En la Torá, 24:1-5 permite a un hombre divorciarse de su mujer si la encuentra «indecente o inaceptable» mediante la emisión de una escritura de divorcio. Esto se ve como una trampa en la que Jesús o bien está de acuerdo con Moisés y es visto como sometiéndose a él o no está de acuerdo y se muestra en oposición a Moisés. Además, Jesús acaba de trasladarse a la región de Judea, al otro lado del Jordán. Tanto los fariseos como Jesús serían conscientes de que éste era el antiguo terreno de Juan el Bautista, y que Juan había sido encarcelado recientemente, y luego condenado a muerte como consecuencia de sus pronunciamientos sobre el tema del matrimonio ilegítimo de Herodes Antipas con la mujer de su hermano. Es posible que los fariseos intenten tender una trampa a Jesús para que haga declaraciones similares.
Jesús no se refiere específicamente a la situación de Herodes, sino que dice que Moisés sólo legisló sobre el divorcio porque el corazón de los hombres era duro. Moisés reconoció que iba a haber ruptura conyugal, y preferiría haber regulado el divorcio que el abandono no regulado.
Jesús responde combinando citas del Génesis 1:27 y 2:24 para demostrar que el divorcio no forma parte del plan de Dios:

Pero al principio de la creación Dios 'los hizo varón y hembra'. Por eso dejará el hombre a su padre y a su madre y se unirá a su mujer, y los dos serán una sola carne'. Ya no son dos, sino uno. Por tanto, lo que Dios ha unido, que no lo separe el hombre.

Los minimalistas bíblicos tenderían a dudar de la historicidad de este relato, y de todas las veces que Jesús cita pasajes del Antiguo Testamento, sugiriendo más bien que Marcos está respondiendo a preguntas que se le plantean sobre el Las enseñanzas de Jesús y su conformidad con las Ley mosaica. Sin embargo, también se encuentra en la 1 Corintios, mostrando que Pablo creía que era la propia enseñanza de Jesús, pero véase también el privilegio paulino. También era la creencia de algunos de los autores de los rollos del Mar Muerto (Brown 141). Las prohibiciones se extienden a una mujer que se divorcia de su marido, lo que muestra la audiencia gentil, ya que las mujeres que se divorciaban de los hombres era muy raro en la comunidad judía.
Muchos cristianos, especialmente en la época moderna, no han obedecido esta enseñanza, pero una prohibición general del divorcio sigue siendo la posición oficial de la Iglesia católica, y la Iglesia ortodoxa excepto para el adulterio basado en el pasaje similar aunque ligeramente diferente en Mateo. 5:31-32. Las Iglesias protestantes desaconsejan el divorcio aunque la forma en que se aborda el divorcio varía según la denominación; por ejemplo, la Iglesia Reformada en América permite el divorcio y las segundas nupcias, mientras que anexiones como la Conferencia de la Iglesia Metodista Evangélica prohíben el divorcio salvo en caso de fornicación y no permiten el nuevo matrimonio en ninguna circunstancia.
Juan 8 8:1-11, un pasaje del libro cuya originalidad se cuestiona, relata la historia de Jesús salvando de la lapidación a la mujer sorprendida en adulterio. La salva, pero luego le dice que deje de pecar, equiparando el adulterio con el pecado.

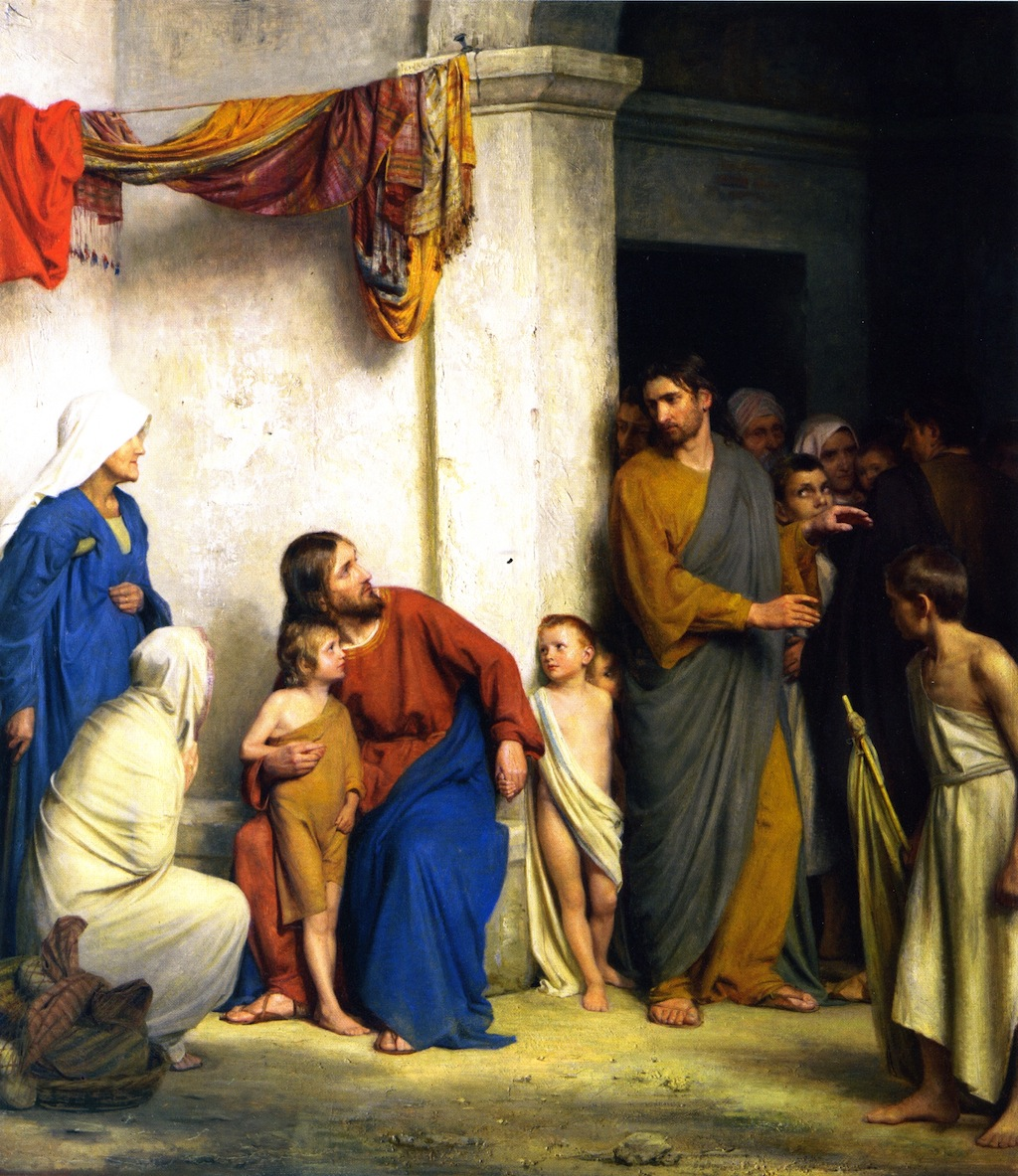
Cristo con niños por Carl Heinrich Bloch

### Comentarios
La escena es frecuente en el evangelio. La actitud maliciosa de algunos fariseos difiere con la llaneza de la multitud que escucha las enseñanzas. Jesús es sabedor de la doblez de sus tentadores y por eso les pregunta qué «mandó» Moisés. Los fariseos saben que no existe ese mandato por lo que contestan que Moisés «permitió» el libelo de repudio. Establecido el diálogo, Jesús les dice que el verdadero mandato es el de Dios, que instituyó en el momento de la creación: 

El amor de los esposos exige, por su misma naturaleza, la unidad y la indisolubilidad de la comunidad de personas que abarca la vida entera de los esposos: “De manera que ya no son dos sino una sola carne”. “Están llamados a crecer continuamente en su comunión a través de la fidelidad cotidiana a la promesa matrimonial de la recíproca donación total”  Esta comunión humana es confirmada, purificada y perfeccionada por la comunión en Jesucristo dada mediante el sacramento del matrimonio. matrimonio. Se profundiza por la vida de la fe común y por la Eucaristía recibida en común»

En las palabras finales del Jesús se recoge una cláusula que tiene más peso la legislación romana que la judía, ya que esta no contemplaba la posibilidad de que la mujer repudie al marido. Las palabras parecen una actualización de la enseñanza de Jesucristo para los destinatarios del Evangelio de Marcos. Enseñan que el sentido de la doctrina de Jesús debe ser puesto al día en la vida y las circunstancias personales y profesionales de cada uno. 

«Hoy dar testimonio testimonio del inestimable valor de la indisolubilidad y fidelidad matrimonial es uno de los deberes más preciosos y urgentes de las parejas cristianas de nuestro tiempo. Por esto, (…) alabo y aliento a las numerosas parejas que, aun encontrando no leves dificultades, conservan y desarrollan el bien de la indisolubilidad; cumplen así, de manera útil y valiente, el cometido a ellas confiado de ser un “signo” en el mundo —un signo pequeño y precioso, a veces expuesto a tentación, pero siempre renovado— de la incansable fidelidad con que Dios y Jesucristo aman a todos los hombres y a cada hombre. Pero es obligado también reconocer el valor del testimonio de aquellos cónyuges que, aun habiendo sido abandonados por el otro cónyuge, con la fuerza de la fe y de la esperanza cristiana no han pasado a una nueva unión; también éstos dan un auténtico testimonio de fidelidad, de la que el mundo tiene hoy gran necesidad»

## Niños bendecidos
Inmediatamente después de hablar del matrimonio, Jesús alaba a los niños. La gente trae a sus hijos para que Jesús los toque y los bendiga, pero los discípulos les dicen que se vayan. Jesús se enfada con sus discípulos, como hace a menudo en Marcos cuando los discípulos malinterpretan sus intenciones, y dice «Os aseguro que el que no reciba el Reino de Dios como un niño no entrará en él.» (15) Luego toca y bendice a los niños. Es probable que Jesús utilice a los niños como metáfora de la relación del ser humano con Dios, la inocencia y la dependencia y aceptación infantiles de Dios. Otras obras de este período de la historia presentan a los niños como irracionales y necesitados de educación, mientras que aquí su naturaleza se muestra como el camino hacia Dios. 

### Comentario
El evangelio pone de manifiesto los rasgos de la verdadera Humanidad de Jesús: su mirada enojada cuando observa la dureza de los corazones, su tristeza ante la falta de fe de sus paisanos de Nazaret, su desánimo ante la doblez de los fariseos, su enfado con los discípulos, etc. Ahora, en este pasaje lleno de familiaridad, Marcos recuerda la actitud de Jesús hacia los niños: parece que le faltan las palabras para explicar el cariño que Jesús les tiene. Lo ocurrido contiene también una enseñanza: el Reino de los Cielos es de quienes lo reciben como un niño, es decir, no como algo merecido sino como un don recibido de Dios Padre. De ahí nace la vida de infancia espiritual recomendada por los santos: 

Ser pequeño exige creer como creen los niños, amar como aman los niños, abandonarse como se abandonan los niños… rezar como rezan los niños».

## El hombre rico y el ojo de la aguja
Continúa el tema de la aceptación total de Dios. Jesús sigue su camino y un hombre rico se le acerca y le llama «Buen maestro», (17) apelativo con el que Jesús parece no estar de acuerdo. «Nadie es bueno, sino sólo Dios». (18), una afirmación que trinitarios y no-trinitarios han utilizado a lo largo de los tiempos, ya que Jesús parece decir que él es diferente de Dios, véase también Kenosis. Jesús le dice que el hombre ya conoce los mandamientos (podrían ser los Diez Mandamientos o la Didajé#Los Dos Caminos o las 613 mitzvot), y el hombre le dice que siempre los ha cumplido. Jesús entonces sube la apuesta y le dice que debe dejarlo todo, dárselo a los pobres y seguirle, véase también Consejos evangélicos. El hombre no puede cumplirlos y se marcha triste. Jesús les dice a todos que «Es más fácil que un camello pase por el ojo de una aguja que un rico entre en el reino de Dios» (25) Esta es una enseñanza radical, entonces y ahora, ya que la mayoría de la gente cree naturalmente que las riquezas, especialmente las propias, son un signo del favor de Dios.
Los discípulos (alumnos) se preguntan entonces en voz alta si alguna persona puede cumplir plenamente los mandamientos de Jesús. Jesús les recuerda: «Para el hombre esto es imposible, pero no para Dios; todo es posible para Dios.» (27) Pedro dice que lo han dejado todo para seguir a Jesús. Jesús dice que serán recompensados con «...cien veces más en este tiempo presente en hogares, hermanos, hermanas, madres, hijos y campos-y con ellos, persecuciones y en el Mundo Venidero, la vida eterna» (30) y luego repite que los primeros serán los últimos y los últimos los primeros. Véase también las Bienaventuranzas y el Discurso sobre la ostentación.
La referencia a la persecución ha sido interpretada por algunos estudiosos como un intento de Marcos de reforzar la fe de su público, quizá víctimas ellos mismos de una persecución. Sin embargo, la persecución de los cristianos era poco frecuente durante la época probable de redacción del evangelio, excepto quizá bajo Nerón en Roma (64-68).

### Comentarios
El texto expone tres ideas muy interrelacionadas: la llamada a un joven que prefirió las riquezas a seguir a Jesús, la doctrina de Jesús sobre las riquezas y el Reino de los Cielos, y el premio prometida a quienes siguen a Jesús y lo dejan todo por Él. El encuentro de Jesús con el joven rememora la llamada de los primeros discípulos. Comienza de otro modo, con una pregunta del joven, pero sigue de igual manera: con la mirada de Jesús y la llamada imperiosa a seguirle. El evangelista pone de manifiesto el aprecio de Jesús hacia el joven y la tristeza de éste, al no responder con generosidad. Por ello Teresa de Ávila recurría a este pasaje para poner de manifiesto el camino hacia la unión con Dios: 

Si le volvemos las espaldas y nos vamos tristes, como el mancebo del Evangelio, cuando nos dice lo que hemos de hacer para ser perfectos, ¿qué queréis que haga Su Majestad, que ha de dar el premio conforme al amor que le tenemos? Y este amor, hijas, no ha de ser fabricado en nuestra imaginación, sino probado por obras; y no penséis que ha menester nuestras obras, sino la determinación de nuestra voluntad.

La conducta del joven rico le da la oportunidad a Jesús para exponer la doctrina sobre la utilización de los bienes materiales. El aprecio a ellos puede ser una auténtica idolatría  que imposibilita la entrada al Reino de los Cielos. Jesús usa aquí una imagen, posiblemente un proverbio que, muy posiblemente, debió de provocar la sonrisa de sus oyentes: las dificultades de un camello para pasar por un sitio demasiado estrecho para él. La pobreza cristiana es un bien tan grande que Francisco de Asís la considera como la «dama de su corazón»: 

Ésta es aquella virtud que hace que el alma, viviendo en la tierra, converse en el cielo con los ángeles; ella acompañó a Cristo en la cruz, con Cristo fue sepultada, con Cristo resucitó, con Cristo subió al cielo; las almas que se enamoran de ella reciben, aún en esta vida, ligereza para volar al cielo, porque ella templa las armas de la amistad, de la humildad y de la caridad.

Como respuesta a la pregunta que le hace Pedro, Jesús le responde con la parte positiva de la entrega por Él y por el Evangelio: además de la vida eterna, multiplica por cien lo que entregó en hermanos, hermanas, etc.

¿Quieres tú pensar —yo también hago mi examen— si mantienes inmutable y firme tu elección de Vida? ¿Si al oír esa voz de Dios, amabilísima, que te estimula a la santidad, respondes libremente que sí? Volvamos la mirada a nuestro Jesús, cuando hablaba a las gentes por las ciudades y los campos de Palestina. No pretende imponerse. Si quieres ser perfecto…, dice al joven rico. Aquel muchacho rechazó la insinuación, y cuenta el Evangelio que «abiit tristis», que se retiró entristecido. (…) Perdió la alegría porque se negó a entregar su libertad a Dios.

## Viaje a Jerusalén

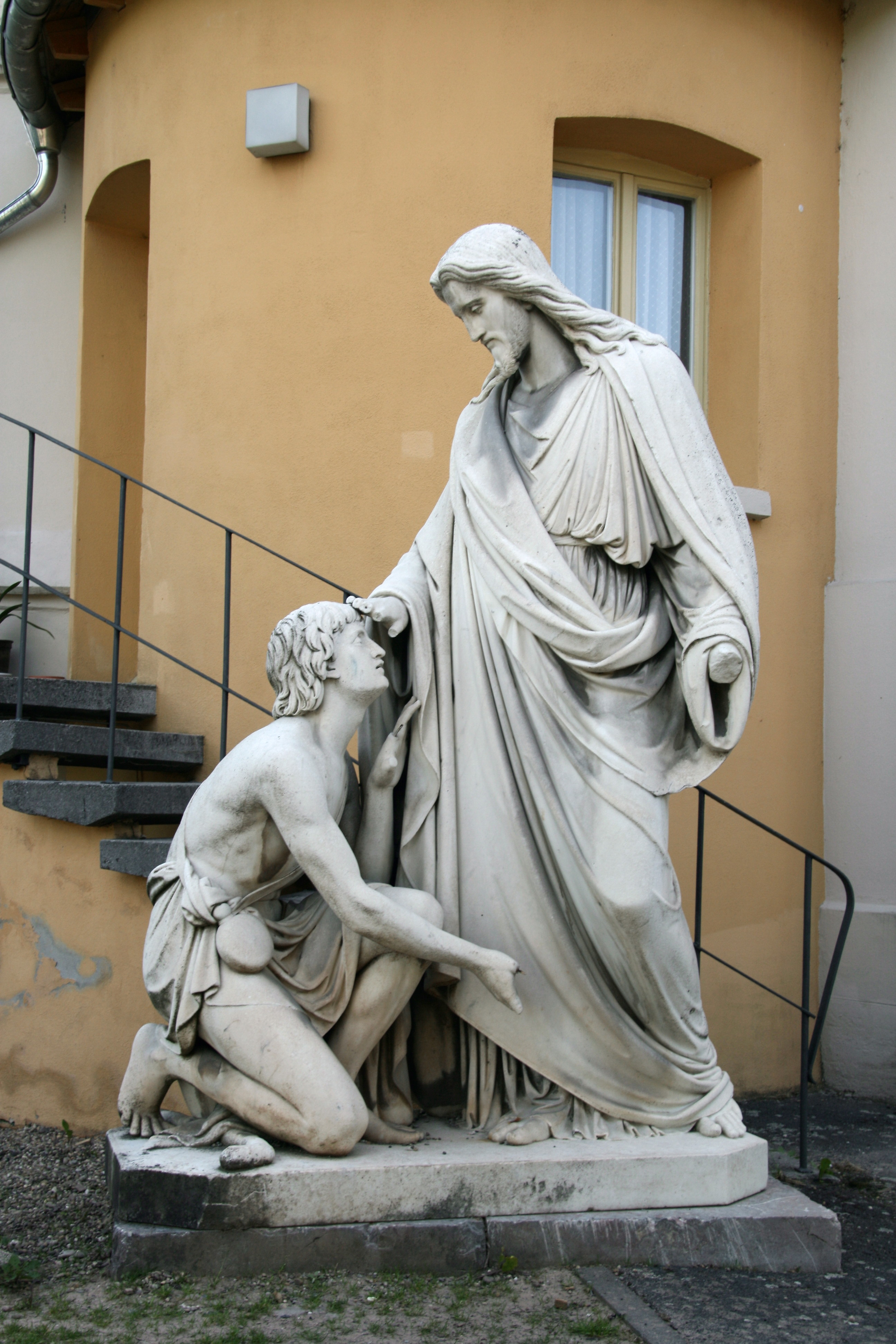
Esto es un imagen del Kulturdenkmal (monumento del patrimonio cultural) hessiano con la ID

Continúan hacia Jerusalén y Marcos registra la tercera predicción de su Pasión.

### Versículo 32
Estaban ellos en el camino, subiendo a Jerusalén, y Jesús iba delante de ellos; y se asombraron. Y mientras le seguían, tuvieron miedo.
El escritor anglicano G. F. Maclear intenta dar sentido a este Versículo sugiriendo que «los que seguían» es una mejor traducción, «como si hubiera dos grupos de los Apóstoles, de los cuales uno iba delante (que estaban asombrados), mientras que los otros (que tenían miedo) se habían quedado atrás».De forma similar, la Biblia de Jerusalén traduce: «... ellos [los discípulos más cercanos] estaban aturdidos, y los que les seguían estaban aprensivos».

### Versículos 33-34
He aquí, subimos a Jerusalén; y el Hijo del hombre será entregado a los príncipes de los sacerdotes y a los escribas; y le condenarán a muerte, y le entregarán a los gentiles: 34 Y se burlarán de él, y le azotarán, y escupirán en él, y le matarán; y al tercer día resucitará. 
Esta predicción contiene todos los elementos de la Pasión excepto el medio, la crucifixión. La entrega de Jesús a los gentiles forma parte de su predicción aquí, e igualmente en las terceras predicciones de Mateo (Mateo 20:19) y Lucas (Lucas 18:32). Este pasaje anticipa a Marcos 15:1, donde el Sanedrín entrega a Jesús a Poncio Pilato.

### Santiago y Juan
Santiago y Juan piden a Jesús que les conceda un favor y él les pregunta cuál es; piden ser su mano izquierda y derecha. Jesús les pregunta si pueden beber el cáliz que él ha de beber y ser bautizados con el bautismo que él ha de sufrir. Ellos responden que sí, y Jesús reconoce que lo harán, pero les advierte que el derecho a sentarse junto a Jesús en su gloria es «para aquellos para quienes está preparado». Los apóstoles parecen pensar que les espera una gran gloria terrenal, pero Jesús prefigura su crucifixión y a los dos criminales que estarán a cada lado de él. Dice en el Versículo 40 que tales cosas, sentarse a su lado, por ejemplo, no le corresponden a él, un versículo que los arrianos utilizaron en sus debates sobre la naturaleza de Jesús (Brown et al. 618). Jesús les recuerda que su objetivo no es el poder, sino el servicio:
Sabéis que los que son tenidos por jefes de los gentiles se enseñorean de ellos, y sus grandes ejercen autoridad sobre ellos. Pero no será así entre vosotros. Antes bien, el que quiera ser grande entre vosotros, que sea vuestro servidor, y el que quiera ser el primero entre vosotros, que sea esclavo de todos. Porque el Hijo del hombre no ha venido a ser servido, sino a servir, y a dar su vida en rescate por muchos. (42-45 ESV)
El servicio a los demás es mucho más importante que usar el poder para uno mismo. Marcos usa la palabra griega lytron para rescate, una palabra que implica comprar la libertad de un criminal o esclavo (Brown et al. 619), con «muchos» siendo liberados por el pago de Jesús, su muerte.
A continuación viajan a Jericó. Marcos no relata nada de lo que ocurrió allí y se marchan. Esta sección, Versículo 46, es donde Morton Smith afirmó una copia de una carta de Clemente de Alejandría, encontrada en el monasterio de Mar Saba  en 1958, mostraba una extensión secreta del libro llamado Evangelio Secreto de Marcos, así como entre los Versículos 34-35. Smith tomó algunas fotografías de la carta, que más tarde fue trasladada a la biblioteca de la Iglesia ortodoxa de Jerusalén de Jerusalén, donde desapareció después de 1990.

#### Comentarios
Cuando van hacia Jerusalén suceden estos dos pasajes. Jesús va decididamente hacia Jerusalén y conoce lo que le va a pasar así como el objetivo redentor de su muerte. Con la imagen del cáliz y el bautismo, pone de manifiesto lo doloroso de ese trance. Jesús une a sus discípulos en su destino especial: 

Fijémonos cómo la manera de interrogar interrogar del Señor equivale a una exhortación y a un aliciente. No dice: “¿Podéis soportar la muerte? ¿Sois capaces de derramar vuestra sangre?”, sino que sus palabras son: ¿Sois capaces de beber el cáliz? Y, para animarlos a ello, añade: Que yo he de beber; de este modo, la consideración de que se trata del mismo cáliz que ha de beber el Señor había de estimularlos a una respuesta más generosa. Y a su pasión le da el nombre de “bautismo”, para significar, con ello, que sus sufrimientos habían de ser causa de una gran purificación para todo el mundo. Ellos responden: Lo somos. El fervor de su espíritu les hace dar esta respuesta espontánea, sin saber bien lo que prometen, pero con la esperanza de que de este modo alcanzarán lo que desean.

Con sus últimas palabras, Jesús pone de manifiesto que, si Él vino a servir, no a ser servido y esta disposición de servicio es la que deberán tener los que, en el futuro hagan sus veces:

No se mueve la Iglesia por ninguna ambición terrena, sólo pretende una cosa: continuar, bajo la guía del Espíritu Paráclito, la obra del mismo Cristo, que vino al mundo para dar testimonio de la verdad, para salvar y no para juzgar, para servir y no para ser servido.

### Bartimeo
Al salir de la ciudad, se encuentran con Bartimeo, cuyo nombre, según Marcos, significa hijo de Timeo, traducido del arameo. Timeo es el griego antiguo del hebreo nombre Timai. Bartimeo es un mendigo ciego que llama a Jesús Hijo de David, reconociéndolo como el Mesías, siendo la primera persona no poseída además de Pedro en proclamarlo. En la traducción de la New American Standard Bible, llama a Jesús «el Nazareno» (Marcos 10:47). En el Versículo 51, llama a Jesús «Rabboni», arameo para 'Rabino'; véase también Strong's G4462. Jesús lo cura y, por primera vez en Marcos, a alguien a quien Jesús ha curado se le permite seguirle. Todo este pasaje podría verse como una metáfora de Marcos intentando convencer a su audiencia helenística, sobre la naturaleza del cristianismo. Han visto a los discípulos, quizá espejos del lector, pensar que el reino de Jesús serán las riquezas y el poder terrenales, pero Marcos ha visto a Jesús predecir su muerte tres veces y ha mostrado que seguirle implicará penurias y una devoción plena a Dios. El hecho de que Bartimeo recupere la vista y siga a Jesús también pretende ser la situación del público. Esta curación de un ciego completa la secuencia iniciada en Marcos 8 8, con una curación similar de otro ciego, que contenía las enseñanzas más duras de Jesús antes de llegar a Jerusalén en Marcos 11.

#### Comentarios
El evangelista expone en este milagro un gran número de detalles que ayudan a conocer la condición del ciego Bartimeo y su actitud ante Jesús: la fuerza y la insistencia de su petición, el desinterés por sus cosas materiales ante la llamada ya que tiró el manto y las demás cosas, la fe y la sencillez al hablar con el Señor. Como consecuencia de todo ello, especialmente de su fe, la posición de Bartimeo cambia totalmente: de estar ciego y sentado a la vera del camino a recuperar la vista y a seguir a Jesús. El camino hacia la fe de Bartimeo puede ser el de cualquier persona si es capaz de repetir decir y hacer lo que hizo Bartimeo. 

El Nombre que todo lo contiene es aquel que el Hijo de Dios recibe en su encarnación: Jesús. (…) El Nombre de Jesús contiene todo: Dios y el hombre y toda la Economía de la creación y de la salvación. Decir “Jesús” es invocarlo desde nuestro propio corazón.

## Comparación con los otros evangelios sinópticos
El evangelio de Mateo tiene todo este material en 19-20 incluyendo una advertencia sobre la fornicación y un elogio del celibato voluntario. El relato de Mateo difiere en que añade la parábola de los trabajadores de la viña, la madre de Santiago y Juan pide a Jesús que los favorezca, en lugar de a los propios hermanos, y Jesús cura a dos ciegos sin nombre en Jericó. El Lucas 18 contiene la historia de los niños, la historia del hombre rico, la predicción de la Pasión de Jesús y la curación del ciego, también sin nombre, en Jericó. Lucas tiene un único Versículo (Lucas 16:18) que trata de la prohibición de Jesús del divorcio y las segundas nupcias.